# Olympische Sommerspiele 2008/Rudern – Doppelvierer (Männer)
Der Ruderwettbewerb im Doppelvierer der Männer bei den Olympischen Spielen 2008 in Peking wurde vom 9. bis zum 17. August 2008 auf dem Olympischen Ruder- und Kanupark Shunyi ausgetragen. 52 Athleten in 13 Booten traten an.
Die Ruderregatta, die über 2000 Meter ausgetragen wurde, begann mit drei Vorläufen. Die ersten drei Boote zogen ins Halbfinale ein, die restlichen starteten im Hoffnungslauf. Hier konnten sich die ersten drei Boote für das Halbfinale qualifizieren. Das übrige Boot schied aus.
In den beiden Halbfinals kamen die ersten drei Boote ins A-Finale, die restlichen ins B-Finale zur Ermittlung der Plätze 7 bis 12.
Die jeweils qualifizierten Boote sind hellgrün unterlegt.

## Titelträger
| Olympiasieger | Russland Besatzung: Sergei Fedorowzew, Igor Krawzow, Alexei Swirin, Nikolai Spinjow | Athen 2004   |
| Weltmeister   | Polen Besatzung: Konrad Wasielewski, Marek Kolbowicz, Michał Jeliński, Adam Korol   | München 2007 |

## Vorläufe
10. August 2008

### Vorlauf 1
| Platz | Nation     | Athleten                                                           | Zeit (min) |
| ----- | ---------- | ------------------------------------------------------------------ | ---------- |
| 1     | Australien | Christopher Morgan, James McRae, Brendan Long, Daniel Noonan       | 5:36,20    |
| 2     | Italien    | Luca Agamennoni, Simone Venier, Rossano Galtarossa, Simone Raineri | 5:36,42    |
| 3     | Russland   | Nikita Morgatschow, Sergei Fedorowzew, Igor Salow, Nikolai Spinjow | 5:39,18    |
| 4     | Estland    | Kaspar Taimsoo, Vladimir Latin, Igor Kuzmin, Allar Raja            | 5:42,22    |
| 5     | Tschechien | Petr Vitásek, Milan Doleček, Jakub Hanák, David Jirka              | 6:00,98    |

### Vorlauf 2
| Platz | Nation     | Athleten                                                                       | Zeit (min) |
| ----- | ---------- | ------------------------------------------------------------------------------ | ---------- |
| 1     | Polen      | Konrad Wasielewski, Marek Kolbowicz, Michał Jeliński, Adam Korol               | 5:38,76    |
| 2     | Frankreich | Jonathan Coeffic, Pierre-Jean Peltier, Julien Bahain, Cédric Berrest           | 5:41,75    |
| 3     | Belarus    | Kiryl Lemjaschkewitsch, Aljaksandr Nowikau, Pawel Schurmej, Walery Radsewitsch | 5:43,73    |
| 4     | Kuba       | Yuleidys Cascaret, Ángel Fournier, Janier Concepción, Yoennis Hernández        | 5:44,68    |

### Vorlauf 3
| Platz | Nation             | Athleten                                                               | Zeit (min) |
| ----- | ------------------ | ---------------------------------------------------------------------- | ---------- |
| 1     | Ukraine            | Serhij Hryn, Wolodymyr Pawlowskyj, Oleh Lykow, Serhij Bilouschtschenko | 5:40,11    |
| 2     | Deutschland        | Stephan Krüger, René Bertram, Hans Gruhne, Christian Schreiber         | 5:43,48    |
| 3     | Vereinigte Staaten | Matthew Hughes, Samuel Stitt, James Schroeder, Scott Gault             | 5:45,77    |
| 4     | Slowenien          | Janez Zupanc, Jernej Jurše, Janez Jurše, Gašper Fistravec              | 5:57,02    |

## Hoffnungslauf
12. August 2008
| Platz | Nation     | Athleten                                                                | Zeit (min) |
| ----- | ---------- | ----------------------------------------------------------------------- | ---------- |
| 1     | Estland    | Kaspar Taimsoo, Vladimir Latin, Igor Kuzmin, Allar Raja                 | 6:01,46    |
| 2     | Kuba       | Yuleidys Cascaret, Ángel Fournier, Janier Concepción, Yoennis Hernández | 6:03,56    |
| 3     | Tschechien | Petr Vitásek, Milan Doleček, Jakub Hanák, David Jirka                   | 6:04,95    |
| 4     | Slowenien  | Janez Zupanc, Jernej Jurše, Janez Jurše, Gašper Fistravec               | 6:12,64    |

## Halbfinale
15. August 2008

### Lauf 1
| Platz | Nation      | Athleten                                                                       | Zeit (min) |
| ----- | ----------- | ------------------------------------------------------------------------------ | ---------- |
| 1     | Polen       | Konrad Wasielewski, Marek Kolbowicz, Michał Jeliński, Adam Korol               | 5:51,29    |
| 2     | Australien  | Christopher Morgan, James McRae, Brendan Long, Daniel Noonan                   | 5:52,93    |
| 3     | Deutschland | Stephan Krüger, René Bertram, Hans Gruhne, Christian Schreiber                 | 5:53,56    |
| 4     | Tschechien  | Petr Vitásek, Milan Doleček, Jakub Hanák, David Jirka                          | 5:56,38    |
| 5     | Russland    | Nikita Morgatschow, Sergei Fedorowzew, Igor Salow, Nikolai Spinjow             | 5:59,56    |
| 6     | Belarus     | Kiryl Lemjaschkewitsch, Aljaksandr Nowikau, Pawel Schurmej, Walery Radsewitsch | 6:06,80    |

### Lauf 2
| Platz | Nation             | Athleten                                                                | Zeit (min) |
| ----- | ------------------ | ----------------------------------------------------------------------- | ---------- |
| 1     | Italien            | Luca Agamennoni, Simone Venier, Rossano Galtarossa, Simone Raineri      | 5:51,20    |
| 2     | Vereinigte Staaten | Matthew Hughes, Samuel Stitt, James Schroeder, Scott Gault              | 5:52,81    |
| 3     | Frankreich         | Jonathan Coeffic, Pierre-Jean Peltier, Julien Bahain, Cédric Berrest    | 5:53,04    |
| 4     | Estland            | Kaspar Taimsoo, Vladimir Latin, Igor Kuzmin, Allar Raja                 | 5:54,57    |
| 5     | Ukraine            | Serhij Hryn, Wolodymyr Pawlowskyj, Oleh Lykow, Serhij Bilouschtschenko  | 6:03,71    |
| 6     | Kuba               | Yuleidys Cascaret, Ángel Fournier, Janier Concepción, Yoennis Hernández | 6:04,99    |

## Finale

### B-Finale
16. August 2008, 15:10 Uhr MESZ

Anmerkung: zur Ermittlung der Plätze 7 bis 13
| Platz | Nation     | Athleten                                                                       | Zeit (min) | Anmerkung                      |
| ----- | ---------- | ------------------------------------------------------------------------------ | ---------- | ------------------------------ |
| 7     | Russland   | Nikita Morgatschow, Sergei Fedorowzew, Igor Salow, Nikolai Spinjow             | 5:46,17    |                                |
| 8     | Ukraine    | Serhij Hryn, Wolodymyr Pawlowskyj, Oleh Lykow, Serhij Bilouschtschenko         | 5:47,89    |                                |
| 9     | Estland    | Kaspar Taimsoo, Vladimir Latin, Igor Kuzmin, Allar Raja                        | 5:48,12    |                                |
| 10    | Tschechien | Petr Vitásek, Milan Doleček, Jakub Hanák, David Jirka                          | 5:50,07    |                                |
| 11    | Belarus    | Kiryl Lemjaschkewitsch, Aljaksandr Nowikau, Pawel Schurmej, Walery Radsewitsch | 5:50,74    |                                |
| 12    | Kuba       | Yuleidys Cascaret, Ángel Fournier, Janier Concepción, Yoennis Hernández        | 5:52,66    |                                |
| 13    | Slowenien  | Janez Zupanc, Jernej Jurše, Janez Jurše, Gašper Fistravec                      | –          | im Hoffnungslauf ausgeschieden |

### A-Finale
17. August 2008, 16:50 Uhr MESZ

Anmerkung: zur Ermittlung der Plätze 1 bis 6
| Platz | Nation             | Athleten                                                             | Zeit (min) |
| ----- | ------------------ | -------------------------------------------------------------------- | ---------- |
| 1     | Polen              | Konrad Wasielewski, Marek Kolbowicz, Michał Jeliński, Adam Korol     | 5:41,33    |
| 2     | Italien            | Luca Agamennoni, Simone Venier, Rossano Galtarossa, Simone Raineri   | 5:43,57    |
| 3     | Frankreich         | Jonathan Coeffic, Pierre-Jean Peltier, Julien Bahain, Cédric Berrest | 5:44,34    |
| 4     | Australien         | Christopher Morgan, James McRae, Brendan Long, Daniel Noonan         | 5:44,68    |
| 5     | Vereinigte Staaten | Matthew Hughes, Samuel Stitt, James Schroeder, Scott Gault           | 5:47,64    |
| 6     | Deutschland        | Stephan Krüger, René Bertram, Hans Gruhne, Christian Schreiber       | 5:50,96    |

Polen hatte einen perfekten Olympiazyklus mit der Goldmedaille in Peking und drei Weltmeistertiteln 2005, 2006 und 2007.